# Rinaldo Simonetti
Rinaldo Simonetti, principe (Bologna (secondo altra fonte Osimo), 16 settembre 1821 – Porretta, 3 agosto 1870), è stato un imprenditore e politico italiano.
Cospiratore anti-papalino, componente della guardia civica, ha combattuto a Vicenza durante la prima guerra d'indipendenza. Ha fatto parte dell'assemblea nazionale di Bologna nel 1859. Ha fondato la Cassa di risparmio di Osimo.